# Hornera pseudolichenoides
Hornera pseudolichenoides är en mossdjursart som beskrevs av Gontar 1996. Hornera pseudolichenoides ingår i släktet Hornera och familjen Horneridae. Inga underarter finns listade i Catalogue of Life.